# Lymantria
Lymantria es un género de polillas de la familia Erebidae, subfamilia Lymantriinae (antes familia Lymantriidae).
Presenta una amplia distribución paleártica e indomalaya, por Europa, India, Sri Lanka, Myanmar, Java, Sulawesi y Japón. El género fue descrito por Jacob Hübner en 1819. Algunas especies (como Lymantria dispar) han sido accidentalmente introducidas en otras regiones donde se han convertido en plagas.
Tienen alas completamente desarrolladas, parcialmente reducidas o totalmente reducidas a escamas.

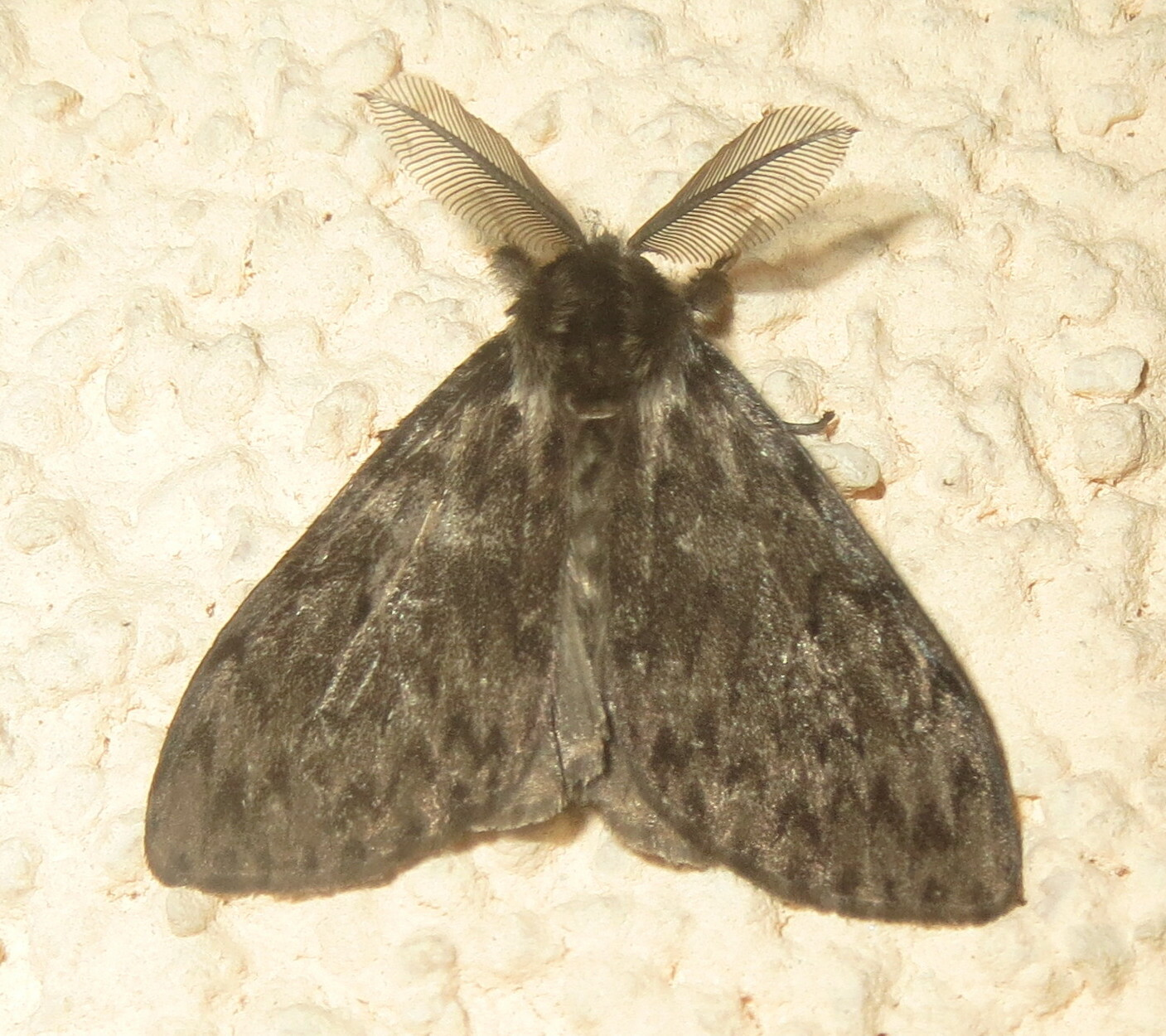
Lymantria dispar, macho

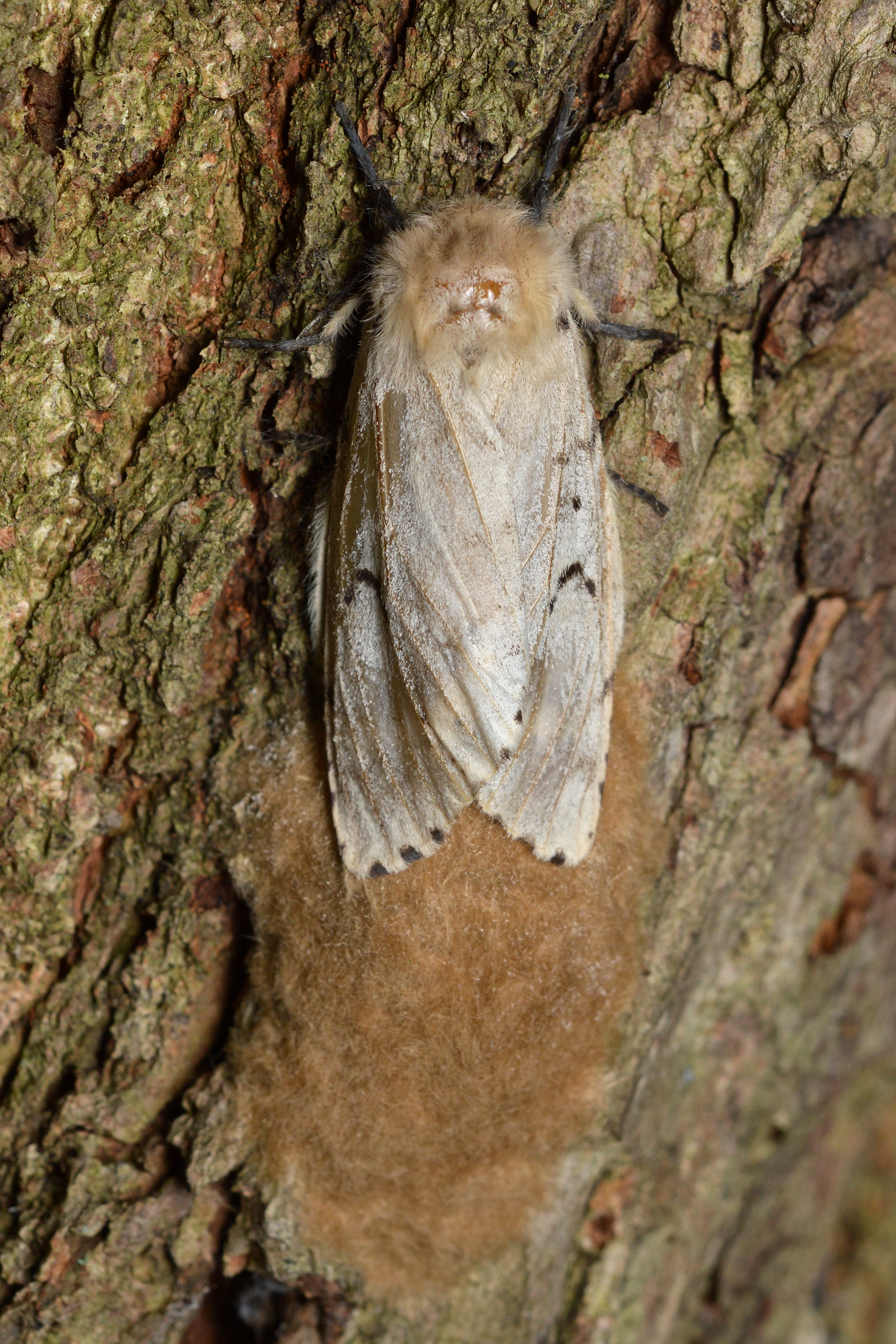
Lymantria dispar, hembra y huevos

## Especies
En el género Lymantria se incluyen las siguientes especies:
- Lymantria aboleta Staudinger, 1896
- Lymantria akemii Schintlmeister, 189?
- Lymantria albescens Matsumura, 1927
- Lymantria albimacula Wallengren, 1863
- Lymantria albolunulata Moore, 1879
- Lymantria alexandrae Schintlmeister, 1994
- Lymantria ampla Walker, 1855
- Lymantria antennata Walker, 1855
- Lymantria antica Walker, 1856
- Lymantria aomoriensis Matsumura, 1921
- Lymantria apicebrunnea Gaede, 1932
- Lymantria arete Fawcett, 1915
- Lymantria argyrochroa Collenette, 1935
- Lymantria arrheta Collenette, 1959
- Lymantria aryama Moore, 1859
- Lymantria ascetria Hübner, 1821
- Lymantria asiatica Vunkovskij, 1926
- Lymantria atala Swinhoe, 1923
- Lymantria atemeles Collenette, 1932
- Lymantria atra Linstow., 1907
- Lymantria atlantica Rambur, 1842
- Lymantria aurora Butler, 1877
- Lymantria bantaizana Matsumura, 1933
- Lymantria barica Mabille, 1878
- Lymantria barisana Collenette, 1933
- Lymantria barlowi Schintlmeister, 1994
- Lymantria beatrix Stoll, 1790
- Lymantria bhascara Moore, 1859
- Lymantria binotata Mabille, 1880
- Lymantria bisextilis Toxopeus, 1948
- Lymantria bivittata Moore, 1879
- Lymantria brotea Stoll, 1780
- Lymantria brunneata Kenrick, 1914
- Lymantria brunneiplaga Swinhoe, 1903
- Lymantria brunneoloma Pogue & Schaeffer, 2007
- Lymantria buruensis Collenette, 1933
- Lymantria caliginosa Collenette, 1933
- Lymantria canariensis Kenrick, 1914
- Lymantria capnodes Collenette, 1932
- Lymantria carnecolor Moore, 1888
- Lymantria carneola Moore, 1879
- Lymantria castanea Kenrick, 1914
- Lymantria castaneostriata Kenrick, 1914
- Lymantria ceballosi Agenjo, 1959
- Lymantria celebesa Collenette, 1947
- Lymantria chosenibia Bryk, 1949
- Lymantria chroma Collenette, 1947
- Lymantria concolor Walker, 1855
- Lymantria conspersa Hering, 1927
- Lymantria costalis Walker, 1865
- Lymantria cryptocloea Collenette, 1932
- Lymantria curvifera Walker, 1866
- Lymantria daraba Wiltshire, 1952
- Lymantria demotes Collenette,
- Lymantria destituta Staudinger, 1891
- Lymantria detersa Walker, 1865
- Lymantria dictyodigma Collenette, 1930
- Lymantria didymata Kenrick, 1914
- Lymantria diehli Schintlmeister, 198?
- Lymantria dispar (lagarta peluda) Linnaeus, 1758
- Lymantria disparina Hering, 1926
- Lymantria dissoluta Swinhoe, 1903
- Lymantria diversa Turner, 1936
- Lymantria doreyensis Collenette, 1933
- Lymantria dubia Kenrick, 1914
- Lymantria dubiosa Aurivillius, 1894
- Lymantria dulcinea Butler, 1882
- Lymantria ekeikei Bethune-Baker, 1904
- Lymantria elassa Collenette, 1938
- Lymantria epelytes Collenette, 1936
- Lymantria eremita Ochsenheimer, 1810
- Lymantria faircloughi Holloway, 1999
- Lymantria finitorum Collenette, 1931
- Lymantria flavicilia Hampson, 1910
- Lymantria flavoneura Joicey, 1916
- Lymantria formosana Matsumura, 1911
- Lymantria fuliginea Butler, 1880
- Lymantria fuliginosa Moore, 1883
- Lymantria fumida Butler, 1877
- Lymantria fumosa Saalmüller, 1884
- Lymantria fusca Leech, 1888
- Lymantria galinaria Swinhoe, 1903
- Lymantria ganaha Swinhoe, 1903
- Lymantria ganara Moore, 1859
- Lymantria ganaroides Strand, 1917
- Lymantria grandis Walker, 1855
- Lymantria grisea Moore, 1879
- Lymantria griseipennis Kozhanchikov, 1950
- Lymantria griseostriata Kenrick, 1914
- Lymantria grisescens Staudinger, 1887
- Lymantria hadina Butler, 1881
- Lymantria harimuda Roepke, 1937
- Lymantria hemipyra Collenette, 1932
- Lymantria hilaris Voll., 1863
- Lymantria hollowayi Schintlmeister, 198?
- Lymantria horishana Matsumura, 1931
- Lymantria horishanella Matsumura, 1927
- Lymantria hypobolimaea Collenette, 1959
- Lymantria ichorina Butler, 1884
- Lymantria idea Bryk, 1949
- Lymantria incerta Walker, 1855
- Lymantria infuscata Okano, 1959
- Lymantria inordinata Walker, 1865
- Lymantria iris Strand, 1910
- Lymantria japonica Motschulsky, 1860
- Lymantria joannisi Le Cerf, 1921
- Lymantria kanara Collenette, 1951
- Lymantria kebeae Bethune-Baker, 1904
- Lymantria kettlewelli Collenette, 1953
- Lymantria kinta Collenette, 1932
- Lymantria kobesi Schintlmeister, 1994
- Lymantria kolthoffi Bryk, 1949
- Lymantria komarovi Christoph, 1882
- Lymantria koreibia Bryk, 1949
- Lymantria kosemponis Strand, 1914
- Lymantria kruegeri Turati, 1912
- Lymantria lacteipennis Collenette, 1933
- Lymantria lamda Collenette, 1936
- Lymantria lapidicola Herrich-Schäffer, 1852
- Lymantria lateralis Bryk, 1949
- Lymantria lepcha Moore, 1879
- Lymantria leucerythra Collenette, 1930
- Lymantria leucophaes Collenette, 1936
- Lymantria libella Swinhoe, 1904
- Lymantria loacana Semper, 1898
- Lymantria lucescens Butler, 1881
- Lymantria lunata Stoll, 1781
- Lymantria lutea Boisduval, 1847
- Lymantria lutescens Aurivillius, 1920
- Lymantria lygaea Bethune-Baker, 1908
- Lymantria maculata Semper, 1898
- Lymantria maculosa Walker, 1855
- Lymantria malgassica Kenrick, 1914
- Lymantria marginalis Walker, 1862
- Lymantria marginata Walker, 1855
- Lymantria marwitzi Grumb., 1907
- Lymantria mathura Moore, 1865
- Lymantria matuta Bryk, 1949
- Lymantria maura Oberthür, 1916
- Lymantria melanopogon Strand, 1914
- Lymantria metarhoda Walker, 1862
- Lymantria metella Fawcett, 1915
- Lymantria micans Felder, 1874
- Lymantria microcyma Collenette, 1937
- Lymantria microstrigata Holloway, 1999
- Lymantria minahassa Collenette, 1932
- Lymantria miniata Grunb., 1907
- Lymantria minomonis Matsumura, 1933
- Lymantria minora van Eecke, 1828
- Lymantria mjobergi Aurivillius, 1920
- Lymantria modesta Walker, 1855
- Lymantria moesta Swinhoe, 1903
- Lymantria monacha (monja) Linnaeus, 1758
- Lymantria monoides Collenette, 1932
- Lymantria mosera Druce, 1898
- Lymantria mus Oberthür, 1916
- Lymantria narindra Moore, 1859
- Lymantria nebulosa Wileman, 1910
- Lymantria neirai Agenjo, 1959
- Lymantria nephrographa Turner, 1915
- Lymantria nesiobia Bryk, 1942
- Lymantria nigra Freyer, 1833
- Lymantria nigra Moore, 1888
- Lymantria nigricosta Matsumura, 1921
- Lymantria ninayi Bethune-Baker, 1910
- Lymantria nobunaga Nagano, 1909
- Lymantria novaguinensis Bethune-Baker, 1904
- Lymantria nudala Strand, 1915
- Lymantria oberthuri Lucas, 1906
- Lymantria obfuscata Walker, 1865
- Lymantria obsoleta Walker, 1855
- Lymantria oinoa Collenette, 1956
- Lymantria orestera Collenette, 1932
- Lymantria ornata Oberthür, 1923
- Lymantria ossea Toxopeus, 1948
- Lymantria pagon Holloway, 1999
- Lymantria panthera van Eecke, 1928
- Lymantria pelospila Turner, 1915
- Lymantria pendleburyi Collenette, 1932
- Lymantria phaeosericea Mabille, 1884
- Lymantria plumbalis Hampson, 1895
- Lymantria polioptera Collenette, 1934
- Lymantria polycyma Collenette, 1936
- Lymantria polysticta Collenette, 1929
- Lymantria postalba Inoue, 1956
- Lymantria postfusca Swinhoe, 1906
- Lymantria praetermissa Collenette, 1933
- Lymantria pramesta Moore, 1859
- Lymantria pruinosa Butler, 1879
- Lymantria pruinosa Hering, 1927
- Lymantria pulverea Pogue & Schaeffer, 2007
- Lymantria pusilla Felder, 1874
- Lymantria rhabdota Collenette, 1949
- Lymantria rhodina Walker, 1865
- Lymantria rhodopepla Felder, 1874
- Lymantria rosea Butler, 1879
- Lymantria roseicoxa Kenrick, 1914
- Lymantria roseola Matsumura, 1931
- Lymantria rosina Pagenstecher, 1900
- Lymantria rubroviridis Hering, 1917
- Lymantria rufofusca Mabille, 1899
- Lymantria rufotincta Kenrick, 1914
- Lymantria russula Collenette, 1933
- Lymantria rusticana Hering, 1927
- Lymantria sakaguchii Matsumura, 1927
- Lymantria semicincta Walker, 1855
- Lymantria serva Fabricius, 1793
- Lymantria servula Collenette, 1935
- Lymantria sinica Moore, 1879
- Lymantria subfusca Schulz., 1910
- Lymantria subpallida Okano, 1959
- Lymantria sugii Kishida, 1986
- Lymantria superans Walker, 1855
- Lymantria takasagonis Matsumura, 1933
- Lymantria tsushimensis Inoue, 1956
- Lymantria umbrina Moore, 1879
- Lymantria umbrosa Butler, 1881
- Lymantria uxor Saalmüller, 1884
- Lymantria variegata Kenrick, 1914
- Lymantria vinacea Moore, 1879
- Lymantria xylina Swinhoe, 1903
- Lymantria yunnanensis Collenette, 1933